# Vera (musikalbum)
Vera är ett musikalbum av Jennifer Brown utgivet 1998. Albumet var Browns tredje.

## Låtlista
1. "Tuesday Afternoon" - 4:07
2. "Two In The Morning" - 3:58
3. "Walls" - 4:04
4. "Paper Crown" - 4:21
5. "Alive" - 4:27
6. "Nobody Knows Me Like You Do" - 3:07
7. "Naked (When I Take Off All My Clothes)" - 3:59
8. "Chico (Painted Hands)" - 4:41
9. "Trembling" - 3:57
10. "Rose Colored Glasses" - 3:50
11. "Past Life" - 3:40
12. "Daddy's Gone" - 4:35